# Tuscola (Texas)
Tuscola é uma cidade localizada no estado norte-americano de Texas, no Condado de Taylor.

## Demografia
Segundo o censo norte-americano de 2000, a sua população era de 714 habitantes.
Em 2006, foi estimada uma população de 716, um aumento de 2 (0.3%).

## Geografia
De acordo com o United States Census Bureau tem uma área de
1,9 km², dos quais 1,9 km² cobertos por terra e 0,0 km² cobertos por água. Tuscola localiza-se a aproximadamente 616 m acima do nível do mar.

## Localidades na vizinhança
O diagrama seguinte representa as localidades num raio de 28 km ao redor de Tuscola.